# 平野賢己
平野賢己（ひらのけんみ、1951年9月15日 - ）は、日本の空手家。広島県江田島市出身。 広島商科大学(現 広島修道大学)卒。少林寺流空手道五行舘 舘長九段、全日本格斗打撃空手道連盟元常任理事、全日本硬式空手道連盟元理事。

## 略歴
広島修道大学拳法部1971年入門、第八代主将。少林寺流空手道錬心舘初代宗家保勇に師事。その後信販会社ライフはじめ仕事の傍ら、月心会岡田俊郎会長、曲家道場長堀一洋館長、昭林流励武塾鶴田勝塾長、松涛会(国立市)の会長とも交流を深め技術を学ぶ。
最短30才で師範ライセンス取得後、1981年宮城県仙台市八幡支部開設を機に千葉県行徳支部、大阪市阿倍野支部、奈良県桜ヶ丘支部、東京三鷹支部、多摩支部を開設。2004年東京多摩地区本部長就任。各地で地域興しなど積極的に参加したという。
錬心舘二代目宗家保巖他界後、2017年11月19日少林寺流空手道五行舘創立。高弟からの推挙により2018年3月3日少林寺流空手道五行舘宗家に就任。[1]

## 少林寺流空手道五行舘
五行舘命名の由来は「健全な肉体（五体）に健全な精神（行＝道）が宿る」を信条にしたもので五つの流れと五つの心を合併したものが五行舘空手道の中に息づいているという。「五」は概ねバランスの取れた位置を意味し、五を意識し五から氣づかされたヒントが日常生活に活かされること目指す。
中庸の精神に則り、己れを高めすべての人に通ずる誰しもこれに則って限りなく進歩向上してゆく永遠の常徳・恒徳を目指す。技術面では型・組手・護身術・武器術・予備動作（五法）をベースにより選択肢が多く自由度の高い空手道を目指しているという。

## 指導技術
1. 空手道　基本・型・組手
2. 古武術　棒術・杖術・釵術・ヌンチャク・トンファー
3. 護身術　体捌き・逆手法・方円座法

## 経歴
1971年4月(昭和46年)、 広島商科大学拳法部(現 広島修道大学)
1981年11月(昭和56年)、宮城県仙台市 八幡支部開設(師範ライセンス取得)
1983年9月20日(昭和58年)、宮城県武道館こけら落としにて、少林寺流空手道錬心舘を代表して公相君の型を披露
1985年5月(昭和60年)、千葉県市川市 行徳支部開設 (少林寺流空手道錬心舘)
1987年8月(昭和62年)、大阪府大阪市 阿部野支部
1987年11月(昭和62年)、奈良県生駒市 桜ヶ丘支部 開設
1988年4月(昭和63年)、ライフ空手道部 発足
1995年11月(平成7年)、東京都三鷹支部 開設
2003年4月(平成15年)、東京都多摩支部 開設　　
2004年12月(平成16年)、東京多摩地区本部 開設
2005年3月(平成17年)、京王自動車護身術倶楽部 発足
2010年11月(平成22年)、宮前図書館護身術講習会 招聘
2012年6月(平成24年)、読売新聞相模原北部版に掲載「ほうむたうん」 
2018年2月18日(平成30年)、少林寺流空手道五行舘 創立

## 人物像
- 空手の稽古を通して「社会から支持が得られる活人拳を目指す。一隅を照らす。」をモットーとしている。
- 日本製鋼所広島製作所習技生として3年間の実技と学科の総合得点が第1位となり、広島県知事賞受賞並びに(優等賞受賞)を受賞。産業技術短期大学【産技大】(旧鉄鋼短期大学《鉄大・鉄短》)推薦取得。
- 信販会社ライフ勤務時代1年間の業績評価トップ10人(全国2500人中)にノミネートされ、海外研修制度初の表彰を受ける。

### 皆出席記録
大学拳法部4年、日本製鋼所習技生3年、仙台青年会議所(仙台JC)3年、大阪青年会議所(大阪JC)4年、ライフ28年9ヶ月、京王ハイヤー20年。

### 特性等
- IQ141
- 八方目 調査結果生まれつき180度見える。
- 中学3年間体育500人中1位《学科と実技》10点満点
- スポーツは、陸上(短距離・立ち幅跳び・走り幅跳び)、バスケットボール、バレーボール、卓球、ゴルフなど多数
- 趣味は、マジック、カラオケ、グルメ、温泉、神社仏閣巡り、将棋(参段)など多数